# Kabinett Schwesig I
Das Kabinett Schwesig I war die Landesregierung von Mecklenburg-Vorpommern in der 7. Legislaturperiode unter der Führung von Manuela Schwesig, welche die nach der Landtagswahl am 4. September 2016 und den anschließenden Koalitionsverhandlungen aus Ministern der SPD und der CDU unter Erwin Sellering gebildete Koalitionsregierung fortsetzte. Das Kabinett wurde am 4. Juli 2017 nach der Wahl Schwesigs durch den Landtag vereidigt und amtierte bis zum 15. November 2021. Manuela Schwesig trat als Ministerpräsidentin die Nachfolge des an Krebs erkrankten Sellering an. Das Kabinett Schwesig I war das insgesamt zehnte Kabinett in Mecklenburg-Vorpommern seit Entstehung des Landes nach der deutschen Einheit im Jahr 1990.

## Die Landesregierung
Der Landesregierung Schwesig I gehörten folgende Mitglieder an:
| Amt/Ressort                                | Foto | Name                                                                                | Partei | Partei                                                                                 | Staatssekretär | Partei | Partei    |
| ------------------------------------------ | --- | ----------------------------------------------------------------------------------- | ------ | -------------------------------------------------------------------------------------- | --- | ------ | --------- |
| Ministerpräsidentin Staatskanzlei          | | Manuela Schwesig                                                                    |        | SPD                                                                                    | Chef der Staatskanzlei: Christian Frenzel (bis 22. Januar 2018) Reinhard Meyer (22. Januar 2018 – 22. Mai 2019) Heiko Geue (ab 22. Mai 2019) |        | SPD       |
| Ministerpräsidentin Staatskanzlei          | Bevollmächtigte beim Bund: Pirko Kristin Zinnow (bis 22. August 2017) Bettina Martin (22. August 2017 bis 22. Mai 2019) Antje Draheim (ab 4. Juni 2019) | Manuela Schwesig                                                                    |        | SPD                                                                                    | |        | SPD       |
| Ministerpräsidentin Staatskanzlei          | Parlamentarischer Staatssekretär für Vorpommern: Patrick Dahlemann                                                                                      | Manuela Schwesig                                                                    |        | SPD                                                                                    | |        | SPD       |
| Stellvertreter der Ministerpräsidentin     | | Lorenz Caffier (bis 17. November 2020)                                              |        | CDU                                                                                    | |        |           |
| Stellvertreter der Ministerpräsidentin     | Harry Glawe (ab 18. November 2020) |                                                                                     |        | CDU                                                                                    | |        |           |
| Wirtschaft, Arbeit und Gesundheit          | Harry Glawe | Stefan Rudolph Wirtschaft und Arbeit                                                |        | CDU                                                                                    | CDU |        |           |
| Wirtschaft, Arbeit und Gesundheit          | Harry Glawe | Sibylle Scriba (Mai bis Dezember 2020) Frauke Hilgemann (ab Januar 2021) Gesundheit |        | CDU                                                                                    | parteilos |        |           |
| Justiz                                     | | Katy Hoffmeister                                                                    | CDU    | Birgit Gärtner                                                                         | | CDU    |           |
| Finanzen                                   | | Mathias Brodkorb (bis 29. April 2019)                                               |        | SPD                                                                                    | Peter Bäumer (bis März 2019) Heiko Geue (3. April 2019 bis 22. Mai 2019) Heiko Miraß (ab 4. Juni 2019)                                       |        | SPD       |
| Finanzen                                   | Reinhard Meyer (ab 22. Mai 2019) |                                                                                     |        | SPD                                                                                    | Peter Bäumer (bis März 2019) Heiko Geue (3. April 2019 bis 22. Mai 2019) Heiko Miraß (ab 4. Juni 2019)                                       |        | SPD       |
| Inneres und Europa                         | | Lorenz Caffier (bis 17. November 2020)                                              |        | CDU                                                                                    | Thomas Lenz |        | CDU       |
| Inneres und Europa                         | Torsten Renz (ab 27. November 2020) |                                                                                     |        | CDU                                                                                    | Thomas Lenz |        | CDU       |
| Landwirtschaft und Umwelt                  | | Till Backhaus                                                                       |        | SPD                                                                                    | Jürgen Buchwald |        | parteilos |
| Bildung, Wissenschaft und Kultur           | | Birgit Hesse (bis 22. Mai 2019)                                                     | SPD    | Sebastian Schröder (bis März 2019) Susanne Bowen (ab 27. August 2019) Steffen Freiberg | | SPD    |           |
| Bildung, Wissenschaft und Kultur           | Bettina Martin (ab 22. Mai 2019) |                                                                                     | SPD    | Sebastian Schröder (bis März 2019) Susanne Bowen (ab 27. August 2019) Steffen Freiberg | | SPD    |           |
| Energie, Infrastruktur und Digitalisierung | | Christian Pegel                                                                     | SPD    | Ina-Maria Ulbrich                                                                      | | SPD    |           |
| Soziales, Integration und Gleichstellung   | | Stefanie Drese                                                                      | SPD    | Nikolaus Voss                                                                          | | SPD    |           |